# Fujieda
Fujieda (jap. 藤枝市 Fujieda-shi) – miasto w Japonii, w prefekturze Shizuoka (środkowe Honsiu).

## Położenie
Miasto leży w środkowej części prefektury Shizuoka nad rzekami: Seto i Tochiyama. Graniczy z:
- Yaizu
- Shimada

## Historia
Miasto uzyskało prawa miejskie 31 marca 1954 roku.

## Transport
Linia JR Tokaido, linia superekspresu Shinkansen.

## Miasta partnerskie
- Australia: Penrith (od 3 listopada 1984)